# Epipremnum złociste
Epipremnum złociste, epipremnum złote (Epipremnum aureum (Linden & André) G.S.Bunting) – gatunek wieloletnich, wiecznie zielonych pnączy z rodziny obrazkowatych, pochodzący z Wysp Towarzystwa, introdukowany na całym świecie poza Europą i Antarktydą. Epipremnum złociste jest jedną z najpopularniejszych pnących roślin pokojowych.

## Rozmieszczenie geograficzne

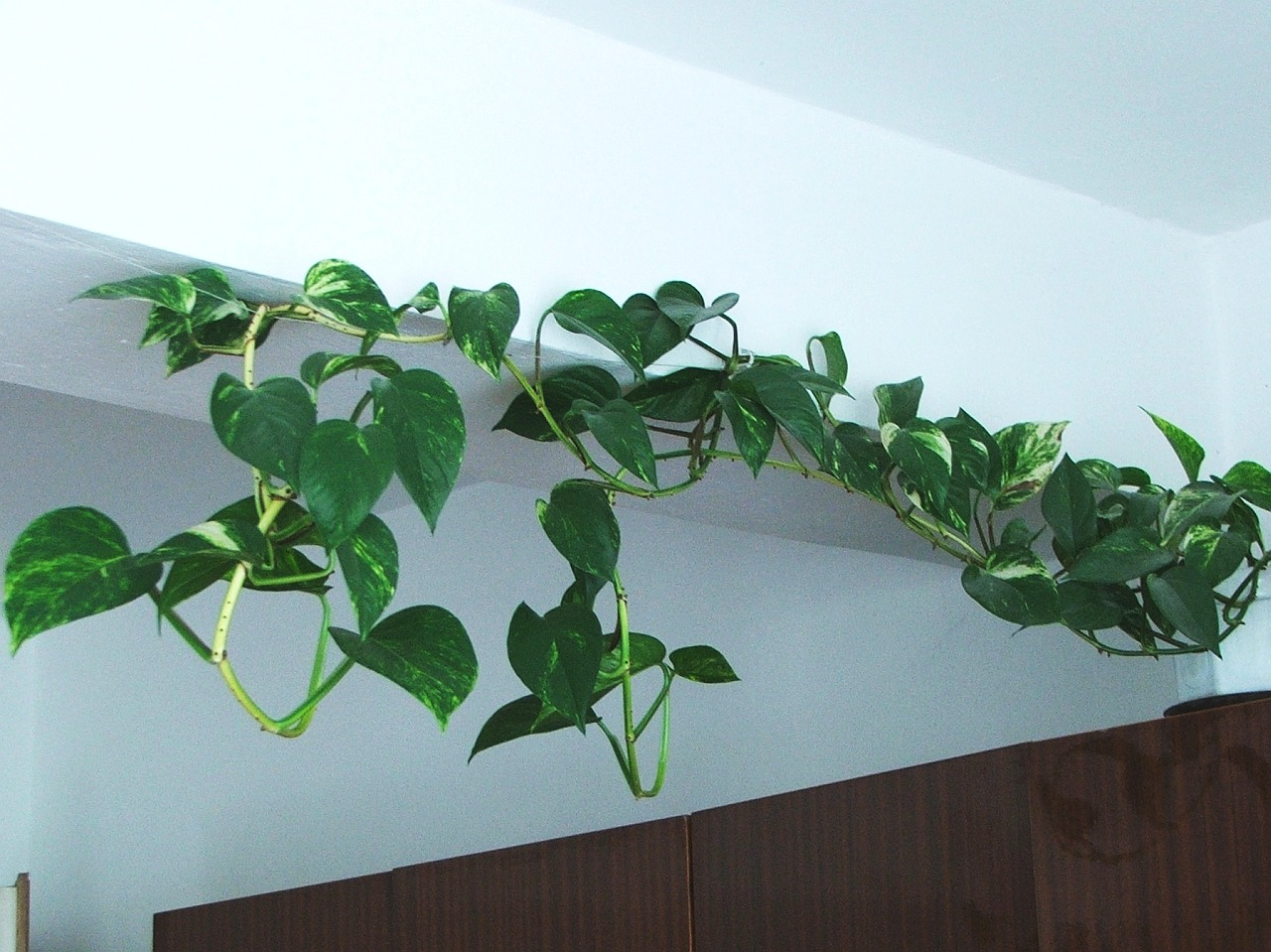
Roślina rozpięta na żyłce pod sufitem

Epipremnum złociste występuje naturalnie jedynie na Moorea, wyspie wulkanicznej w archipelagu Wysp Towarzystwa. Roślina ta została introdukowana na całym świecie i występuje: w Afryce (Wybrzeże Kości Słoniowej, Kamerun, Kenia i Seszele), w Azji (południowe Chiny, archipelag Ogasawara, Sri Lanka, Tajlandia, Półwysep Malajski, Wyspy Salomona), w Australii (Queensland), na wyspach Oceanii (Fidżi, Sporady Środkowopolinezyjskie) i w Ameryce (Hawaje, Floryda, Kostaryka, Kuba, Portoryko, Surinam, Ekwador i Brazylia).

## Nazewnictwo
Gatunek znany jest pod wieloma łacińskimi nazwami, na początku XXI wieku uznawany był za odmianę Epipremnum pinnatum 'Aureum', pod koniec XX wieku zaliczany był do rodzaju rafidofora (Rhaphidophora aurea – rafidofora złocista lub r. złota), a wcześniej do rodzaju scindapsus (Scindapsus aureus – scindapsus złocisty lub s. złoty). Obecnie nadal roślinę tę określa się potocznie nazwą scindapsus.

## Morfologia
PokrójPnącze przyczepiające się do drzew za pomocą korzeni przybyszowych. W swoim naturalnym środowisku osiąga długość do 16 m. Pędy są silne, lekko żebrowane. Uprawiany w mieszkaniach może osiągnąć długość 5 m i więcej. W ciągu roku w mieszkaniu jego pędy przyrastają na długość rocznie o 30–45 cm.
LiścieUlistnienie skrętoległe. Liście pojedyncze, całobrzegie, długoogonkowe, jajowate do jajowato-lancetowatych, ostro zakończone, sercowate u nasady, silnie błyszczące, zielone lub charakterystycznie plamiste i smugowane żółtymi lub jasnozielonymi plamami, u niektórych odmian całkowicie jasne, żółtawozielone. W nasadach występują resztki pochwy liściowej. Liście są głównymi walorami ozdobnymi tej rośliny.
KwiatyZebrane w kolby o długości do 17 cm i grubości do 3 cm. Są one osłonięte nieco krótszymi od kolby zielonkawo-kremowymi pochwami kwiatowymi. Roślina kwitnie obficie, ale tylko w warunkach tropikalnych. Uprawiana w mieszkaniach nie zakwita.
OwocZawierające 1–2 nasion jagody zebrane w owocostan.

## Odmiany (wybór)
- 'Aureus' – odmiana z cytrynowożółtymi lub kremowożółtymi pstrymi wzorami i przebarwieniami na ciemnozielonym tle liści oraz ciemnozielonych lub cytrynowożółtych łodygach.
- 'Marble Queen' – odmiana z ciemnozielonymi, nakrapianymi, pstrymi wzorami i przebarwieniami na kremowobiałym tle liści oraz kremowobiałych lub jasnozielonych łodygach.
- 'N-Joy' – odmiana z kremowobiałymi wzorami i przebarwieniami na ciemnozielonym tle liści oraz o ciemnozielonych łodygach. Odmiana o lekko pomarszczonych liściach, nieco mniejszych niż liście pozostałych odmian.
- 'Neon' – odmiana o jednolicie, cytrynowożółtych lub cytrynowozielonych liściach oraz cytrynowożółtych lub cytrynowozielonych łodygach. U tej odmiany mogą sporadycznie wystąpić przebarwienia w postaci niewielkich, ciemnozielonych wzorów na liściach.
- 'Jade' – odmiana o jednolicie, ciemnozielonych liściach oraz ciemnozielonych łodygach.

## Uprawa

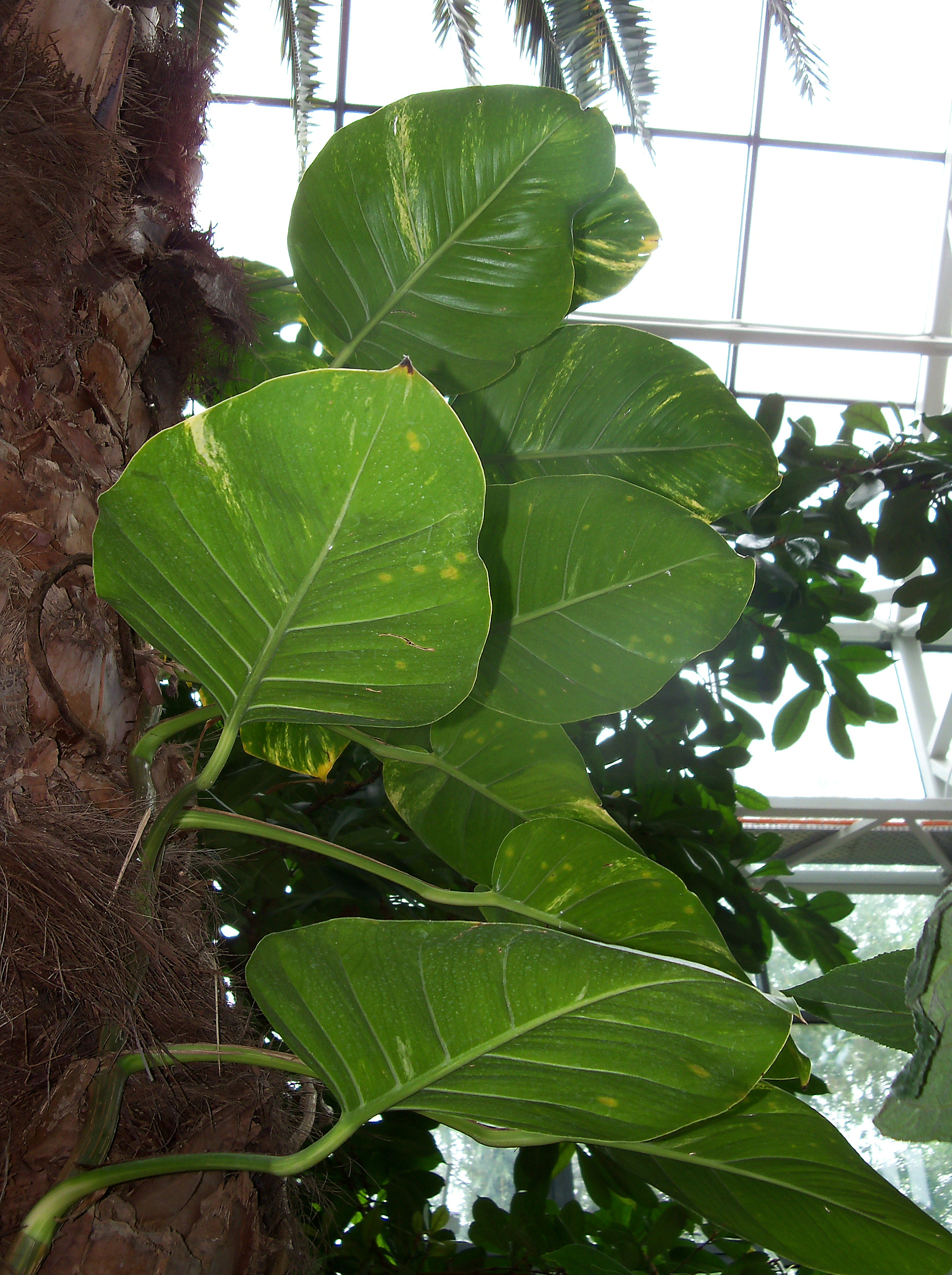
Roślina w palmiarni

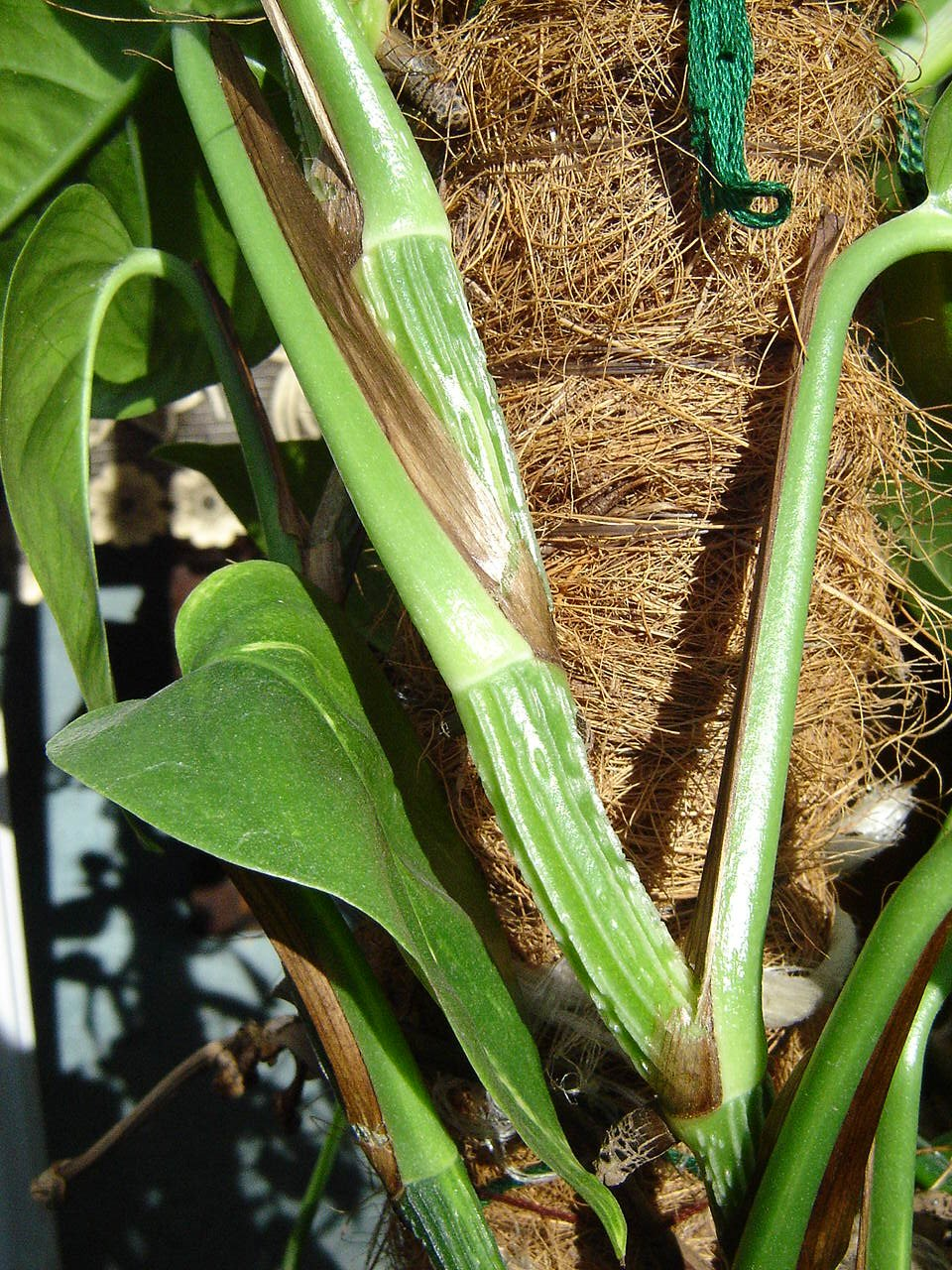
Charakterystyczna żeberkowana łodyga

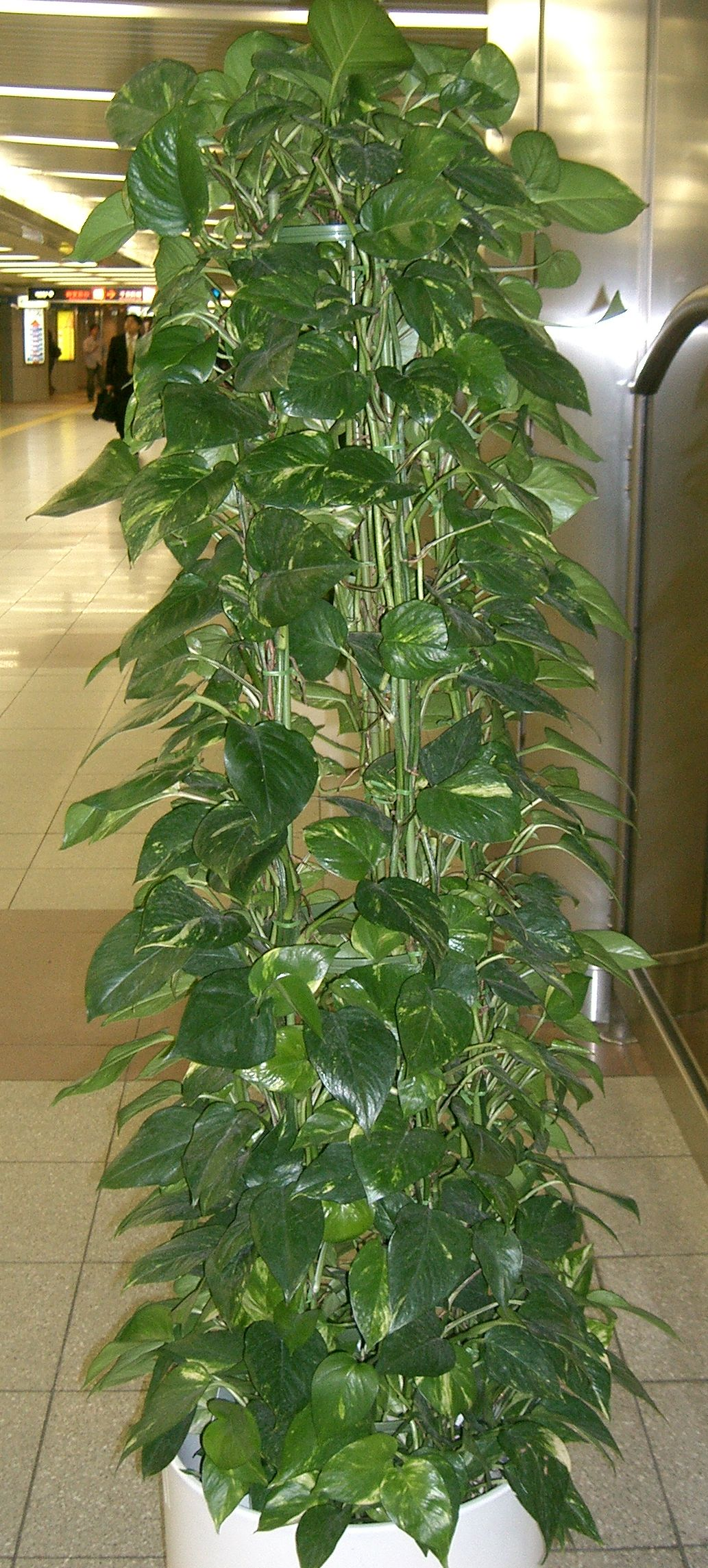
Roślina przy pionowym słupku

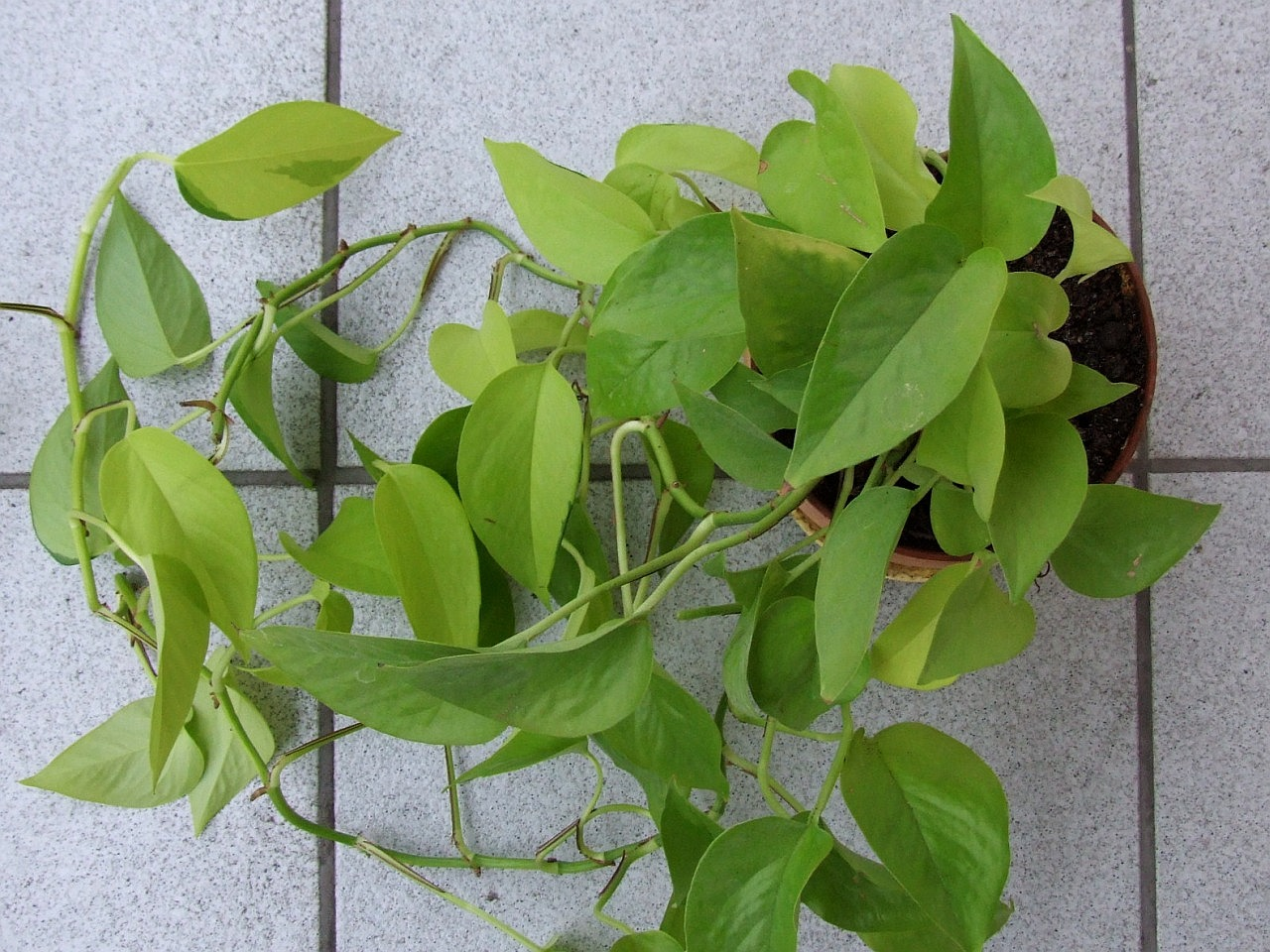
Odmiana 'Neon' o żółtych liściach

- Wymagania. Roślina jest łatwa w uprawie. Przy prawidłowej pielęgnacji może rosnąć w mieszkaniu 10 lat i dłużej. Temperatura pokojowa jest dla niej odpowiednia. Może rosnąć w półcieniu, ale przy dobrym oświetleniu jej liście ładniej się wybarwiają. Nie lubi nadmiaru wody, powoduje on pojawianie się brązowych plam na liściach. Często przyczyną obumierania rośliny jest właśnie nadmierne podlewanie. Ze względu na to, że jest to pnącze, musi być prowadzone przy podporach, np. na pionowym słupku lub poziomo rozpiętej żyłce. Jako podłoże wystarcza jej zwykła ziemia do roślin doniczkowych. Nie lubi częstego przesadzania. Roślina nadaje się do uprawy hydroponicznej.
- Sposób uprawy. Latem podlewa się co 4–5 dni, zimą co 7–8, dopiero wtedy, gdy ziemia w doniczce już przeschnie. Dobrze jest natomiast spryskiwać liście letnią wodą. Zakurzone czyści się mokrą szmatką. Przez lato raz w miesiącu nawozi się rozcieńczonymi nawozami wieloskładnikowymi, zimą rzadziej. Przycięcie wierzchołka pędu spowoduje, że roślina bardziej się rozkrzewi.
- Rozmnażanie. Bardzo łatwo rozmnaża się z sadzonek pędowych, najlepiej ukorzeniają się one w wodzie, przy temperaturze 18–21 °C.